# Mühlbach (Chiemsee, Prien)
Der Mühlbach ist ein vermutlich teilweise künstliches, durch ein Wehr aus der Prien gespeistes Fließgewässer im bayerischen Landkreis Rosenheim. Der Mühlbach besitzt aber neben dem Zufluss aus der Prien weitere natürliche Zuflüsse. Der Mühlbach ist mit Bachforellen, Äschen, Regenbogenforellen und Saiblingen besetzt.